# 劉中砥
劉中砥（？—？），字宏濟，號一石，河南虞城人。清朝政治人物、進士出身。

## 生平
順治三年，登進士。授兖州府推官。